# Loré
Loré foi uma comuna francesa na região administrativa da Normandia, no departamento Orne. Estendia-se por uma área de 6,4 km². Em 2010 a comuna tinha 149 habitantes (densidade: 23,3 hab./km²).
Em 1 de janeiro de 2016, passou a formar parte da nova comuna de Juvigny Val d'Andaine.